# Bułgarzy w Macedonii Północnej
Bułgarzy w Macedonii Północnej – społeczność bułgarska w Macedonii w 2002 roku liczyła łącznie 1417 Bułgarów, co stanowi 0,07% populacji Macedonii. Bułgarzy zamieszkują przede wszystkim miasto Strumica i tereny wzdłuż rzeki Strumica.
Strumica była częścią Bułgarii między okresem wojen bałkańskich a końcem I wojny światowej, a także w czasie II wojny światowej.

## Historia
Do 1913 roku większość ludności słowiańskiej w krainie Macedonia miała bułgarską tożsamość. W 1919 roku region dzisiejszej Republiki Macedonii stał się częścią Królestwa Serbii. W czasie II wojny światowej wschodnie tereny Macedonii były częścią Bułgarii. Następnie Macedonia była częścią Jugosławii. Nowe władze jugosłowiańskie rozpoczęły politykę wycofywania bułgarskiego wpływu w Macedonii; utworzyły Bałkańską Federację Komunistyczną oraz odrębną świadomość słowiańską. Władze Jugosławii podjęły także środki represyjne wobec pro-bułgarskich przywiązań wśród ludności Macedonii, m.in. Krwawe Boże Narodzenie w 1945 roku. W Macedonii bułgarofobia była bardzo rozwinięta, a komuniści odnieśli sukces w usuwaniu wszystkich bułgarskich wpływów w regionie.

## Obecna sytuacja
Gdy Macedonia uzyskała niepodległość, Bułgarów zostało niewiele. Wraz z upadkiem komunizmu wrogość spadła, ale nadal pozostaje. Spotyka się także protesty w stosunku do Bułgarów. W Macedonii prowadzi się antybułgarską kampanię, stwarza się administracyjne przeszkody biznesowi bułgarskiemu oraz prześladuje się osoby o bułgarskiej tożsamości narodowej. Rządzącym w Macedonii udało się wrogo nastawić wobec Bułgarii dużą część społeczeństwa. W negocjacjach w sprawie wstąpienia Macedonii do Unii Europejskiej większość Bułgarów jest niechętna na europejskie aspiracje Macedończyków.